# Comté de Collin
Pour les articles homonymes, voir Collin.
Le comté de Collin, en anglais : Collin County, est un comté situé dans le Nord de l'État du Texas aux États-Unis. Fondé le 3 avril 1846, son siège de comté est la ville de McKinney. Selon le recensement des États-Unis de 2020, sa population est de 1 064 465 habitants. Le comté a une superficie de 2 294,9 km2, dont 2 178,7 km2 en surfaces terrestres. Il est nommé en l'honneur de Collin McKinney, un des cinq auteurs de la déclaration d'indépendance du Texas.

## Organisation du comté
Le comté est fondé le 3 avril 1846 à partir de terres faisant partie de la région du comté de Fannin. Il est définitivement organisé et autonome, le 13 juillet 1846.
Le comté est baptisé en mémoire de Collin McKinney, un pionnier et signataire de la déclaration d'indépendance du Texas,,.

## Comtés adjacents
|                 | Comté de Grayson | Comté de Fannin   |
| Comté de Denton | comté de Collin  | Comté de Hunt     |
|                 | Comté de Dallas  | Comté de Rockwall |

## Démographie
Lors du recensement de 2010, le comté comptait une population de 782 341 habitants. Elle est estimée, en 2018, à 1 005 146 habitants,.

Pyramide des âges du comté de Collin (2000).

Composition de la population en % (2010)
| Groupes         | Comté de Collin | Texas | États-Unis |
| --------------- | --------------- | ----- | ---------- |
| Blancs          | 64,41           | 32,8  | 55,7       |
| Hispaniques     | 12,8            | 37,6  | 16,7       |
| Asiatiques      | 10,02           | 3,8   | 4,8        |
| Afro-Amèricains | 7,26            | 11,9  | 12,6       |
| Autres          | 5,06            | 10,5  | 6,2        |
| Amèridiens      | 0,45            | 0,7   | 0,9        |
| Ocèaniens       | 0,01            | 0,1   | 0,2        |
| Total           | 100             | 100   | 100        |